# Anti-art
Anti-kunst is een ambigue term die wordt gebruikt voor een reeks concepten en grondhoudingen die klassieke opvattingen over kunst verwerpen en de vraag stelt wat kunst precies is. Paradoxaal genoeg wordt anti-kunst binnen de kunstwereld toch beschouwd als kunst. De term wordt geassocieerd met de dada-beweging, maar is breder dan dat. Ook Fluxus was een beweging met kenmerken van anti-kunst. Algemeen aanvaard wordt dat de anti-kunst ontstond toen Marcel Duchamp vóór de Eerste Wereldoorlog gevonden voorwerpen en industriële producten begon te presenteren als kunst. Aanvankelijk werd de term gebruikt om revolutionaire vormen van kunst te beschrijven.